# Повість про Гедзі (фільм, 1951)
«Повість про Гендзі» (яп. 源氏物語: Гендзі моногатарі) — японський фільм-драма режисера Кодзабуро Йосімури, який вийшов на екрани в 1951 році. Вільний виклад класичного роману Мурасакі Сікібу, написаного понад 1000 років тому.

## Сюжет
Події відбуваються в середині X століття.
Наложниця Кіріцубо, фаворитка імператора, народжує йому сина Хікару Гендзі. Минули роки, й Хікару став красивим юнаком, бажаний усіма придворними дамами. І хоча Хікару вже має дружину Аоі, однак, він захопився другою дружиною імператора Фудзіцубо. Хікару доклав масу зусиль, прагнучи отримати її прихильність, і в підсумку вона відповідає на його любов, народивши від нього дитину. Це немовля, народжене від таємного, забороненого зв'язку, вважається законним сином імператора. Аоі також народжує йому спадкоємця, але незабаром після пологів вона помирає. Хікару тим часом байдужіє до Фудзіцубо, захопившись її племінницею Мурасакі.
Внаслідок інтриг старої Кокіден йому доводиться вирушити у вигнання. Хікару переховується в провінції у старого друга своєї матері Нюбо, який пропонує йому в дружини свою дочку Авайї. Хікару погоджується на заручини з нею.
Тим часом помирає імператор, і старший син правителя, який є зведеним братом Хікару, посідає на трон. Хікару повертається в Токіо разом з дружиною. У Токіо він оплакує Фудзіцубо, яка незабаром теж померла. Вагітна Авайї зізнається чоловікові в тому, що батьком дитини є не Хікару, а її друг дитинства Йосінарі. Розгніваний Хікару проганяє її, залишившись до кінця фільму з люблячою його Мурасакі.
Попри розкішне життя при імператорському дворі, Хікару розуміє, що в кінці життя його очікують гіркота і самотність…

## У ролях
- Кадзуо Хасегава — Хікару Гендзі
- Мітійо Когуре — Фудзіцубо
- Мачіко Кьо — Авайї
- Нобуко Отова — Мурасакі
- Міцуко Міто — Аоі
- Юдзі Хорі — Йосінарі
- Дендзіро Окоті — Такума
- Тіеко Сома — Кіріцубо
- Юміко Хасегава — Оборо
- Ейтаро Одзава — Мікадо
- Тіеко Хігасіяма — Кобіден
- Дайске Като — Хікарі Юі
- Осаму Такідзава

## Прем'єри
- Японія — національна прем'єра фільму в Токіо відбулася 2 листопада 1951 року[3].
- Росія — вперше фільм демонструвався російському глядачеві 27 вересня 2011 року в рамках ретроспективи фільмів Кането Сіндо в Москві (Кіноконцертний зал ЦДХ)[4].

## Про фільм
«Повість про Гендзі» (Гендзі моногатарі) — величезний роман в 54 главах, є одним з класичних творів японської та світової літератури. Роман написаний пані Мурасакі Сікібу і передбачається, що він був опублікований в остаточному вигляді в 1021 році. Кането Сіндо адаптував роман (за допомогою видатного письменника XX століття Дзюн'їтіро Танідзакі) для престижної кінопостановки, присвяченої десятирічному ювілею кінокомпанії «Дайей» .
Фільм демонструє винятковий рівень якості, притаманний багатьом роботам японського кіно початку 1950-х років («Расемон» Акіри Куросави, «Токійська повість» Ясудзіро Одзу, «Ворота пекла» Тейноске Кінугаси, «Казки туманного місяця після дощу» Кендзі Мідзогуті та ін.). Чудові прикраси і костюми, відмінна операторська робота були відзначені премією Каннського кінофестивалю.

## Нагороди та номінації
Каннський кінофестиваль (1952)
Виграні:
- Премія оператору Кохею Сугіямі за операторську роботу.

Номінації:
- Номінація на головний приз «Золоту пальмову гілку».